# Грегор Мендель
Грегор Йоганн Мендель (нім. Gregor Johann Mendel; 20 липня 1822, Гайнцендорф — 6 січня 1884, Брно) — католицький священник і моравський біолог та ботанік, засновник сучасної генетики.
Відкрив закони спадковості, названими пізніше його ім'ям. Закони Менделя — одні із найважливіших у сучасній генетиці. Значущість робіт Менделя не було визнано аж до початку XX століття. Повторне відкриття законів Менделя на зламі століття спричинило початок бурхливого розвитку молодої генетичної науки.

## Життєпис

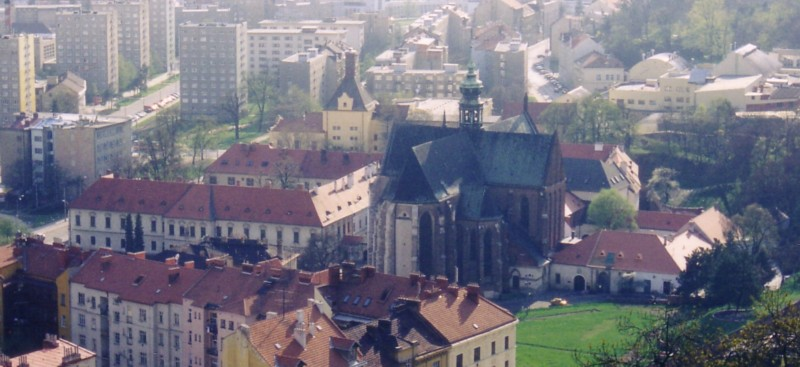
Августианський монастир Св. Томаса, Брно

Йоганн Мендель народився 20 липня 1822 року в селянській родині Антона та Розини Мендель у маленькому містечку Гайнцендорф (Австрія, тепер Гинчице (частина села Вражне) у Новому Їчині, Чехія).. Змалку цікавився природою, працював садівником. Два роки вивчав філософію в університеті Оломоуца. Після цього подався у монахи Августинського монастиря у Брні, Чехія. У 1843 році узяв ім'я Грегор. У 1847 році став священником. Самостійно вивчав різноманітні науки, підмінював відсутніх викладачів грецької мови та математики у одній зі шкіл. Отримав звання викладача, але мав незадовільні оцінки з біології та геології. У період із 1851 по 1853 рік навчався у Віденському університеті. З 1868 року він став абатом у абатстві старого Брно. На початку 1883 року Мендель захворів на нефрит, який ускладнився нирковою недостатністю, що призвело до уремії. Він помер 6 січня 1884 року в Брно.

## Наукова робота
Із 1856 року Мендель проводить дослідження на горосі у експериментальному монастирському садку. Монах цікавився також метеорологією та теорією еволюції.
Мендель помітив, що деякі рослини часом мають нетипові характеристики. Посадивши одне коло одного типову та нетипову рослину, дослідник хотів дізнатися, якими будуть нащадки. Метою експерименту було підтвердити чи спростувати погляди Ламарка відносно впливу оточуючого середовища на характеристики живих організмів. Мендель побачив, що ознаки передаються нащадкам незалежно від оточуючого середовища. Цей факт тоді був першою цеглиною у побудові майбутньої теорії спадковості.
Ці роботи були початком тих узагальнень, які нині відомі як Закони Менделя. «Експерименти із рослинними гібридами» — під такою назвою у 1866 році Мендель опублікував результати своєї роботи. Але інтерес до публікації був незначним. Лише на початку ХХ століття, коли розвинули уявлення про гени, зрозуміли усю важливість висновків Менделя. Декілька вчених незалежно один від одного у цей час сформулювали ті ж висновки, що вже були представлені Менделем.

## Визнання
Іменем Менделя названо Університет сільського господарства та лісівництва у місті Брно (англ. Mendel University of Agriculture and Forestry).
Ім'я науковця увічнене також у назвах наступних видів рослин:
- (Amaryllidaceae) Amaryllis mendelii (Hort.)
- (Aspleniaceae) Asplenium × mendelianum (D.E.Mey.)
- (Asteraceae) Hieracium × mendelii (Peter)
- (Cactaceae) Mammillaria mendeliana (Bravo) Werderm.
- (Cactaceae) Neomammillaria mendeliana (Bravo)
- (Chenopodiaceae) Chenopodium × mendelii
- (Orchidaceae) Aerides mendelii
- (Orchidaceae) Cattleya mendelii (L.Linden & Rodigas)

На його честь названо астероїд 3313 Мендель.

## Окремі публікації наукових творів
- Mendel, J. G. (1866): Versuche über Pflanzen-Hybriden. Verhandlungen des naturforschenden Vereines in Brünn, Bd. IV (1865), S. 3-47, Повний текст [Архівовано 20 січня 2012 у Wayback Machine.]
- Gregor Mendel (Autor), Erich von Tschermak-Seysenegg (Hrsg.): Versuche über Pflanzenhybriden. 2 Abhandlungen 1866 und 1870. Verlag Harry Deutsch, Frankfurt/M. 2000, ISBN 3-8171-3121-6, Повний текст [Архівовано 15 травня 2011 у Wayback Machine.]

## Галерея

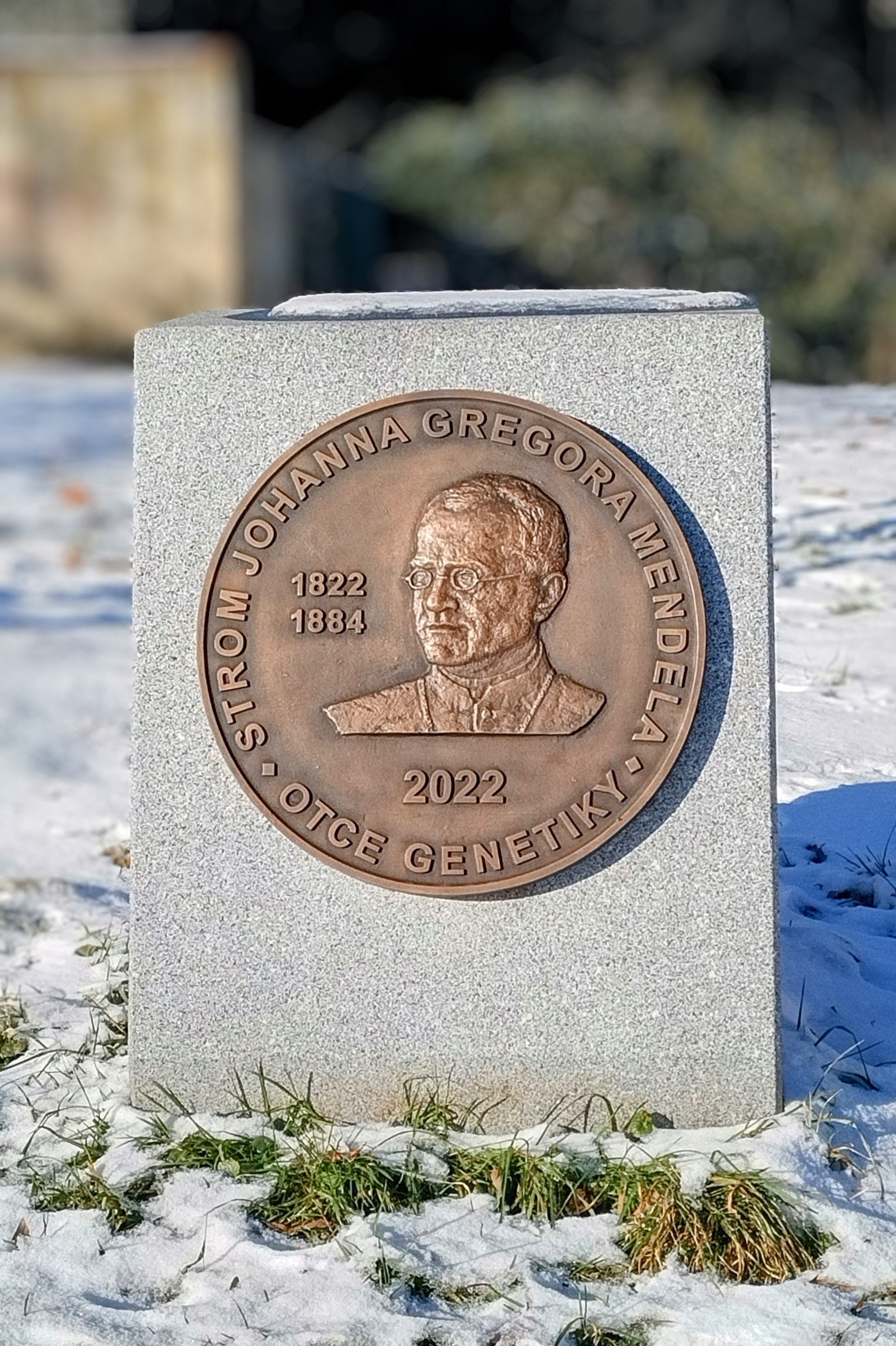
Меморіальна таблиця в Опаві у Сметанових садах
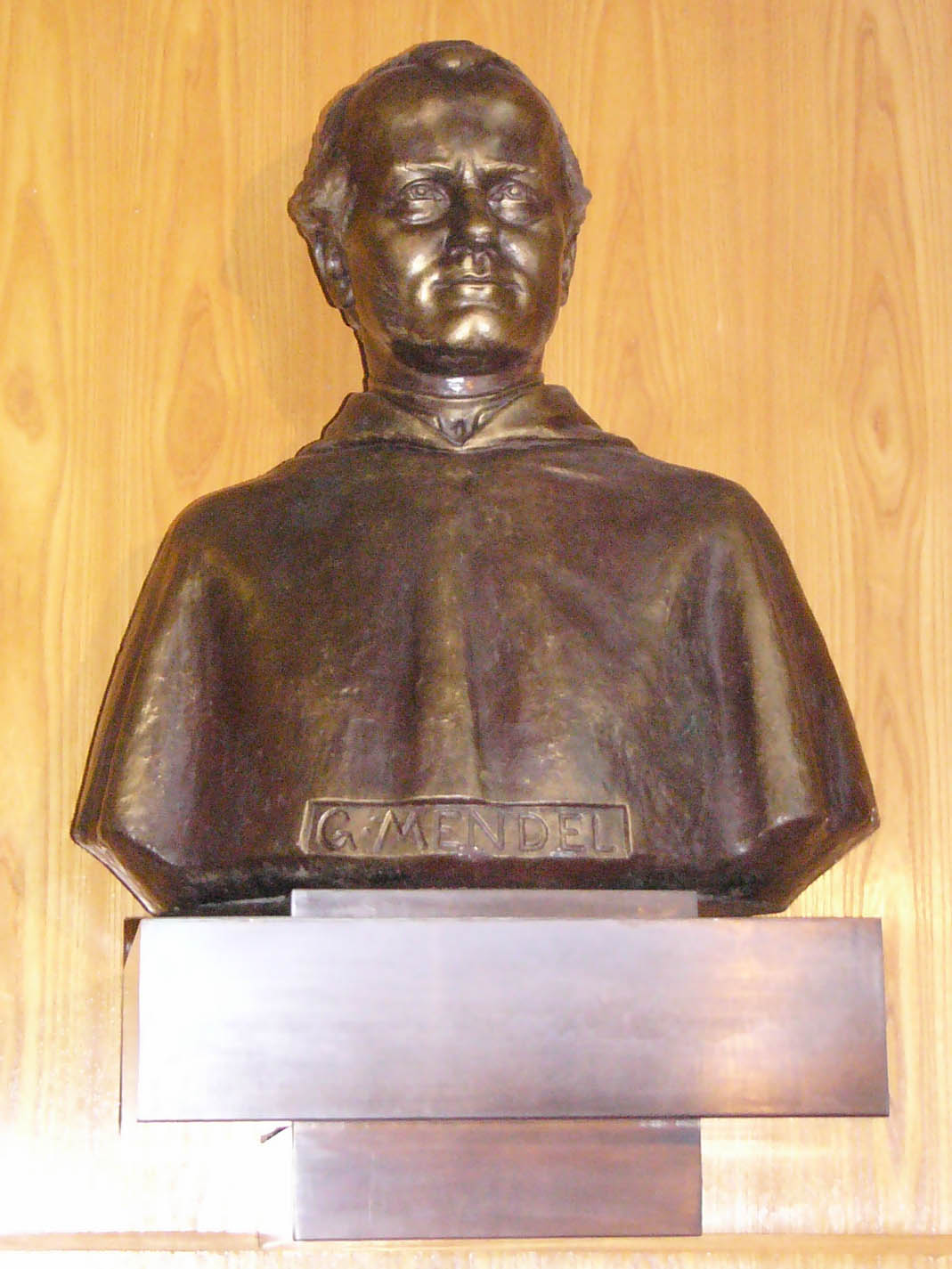
Погруддя у приміщенні Університету сільського господарства та лісівництва, Брно
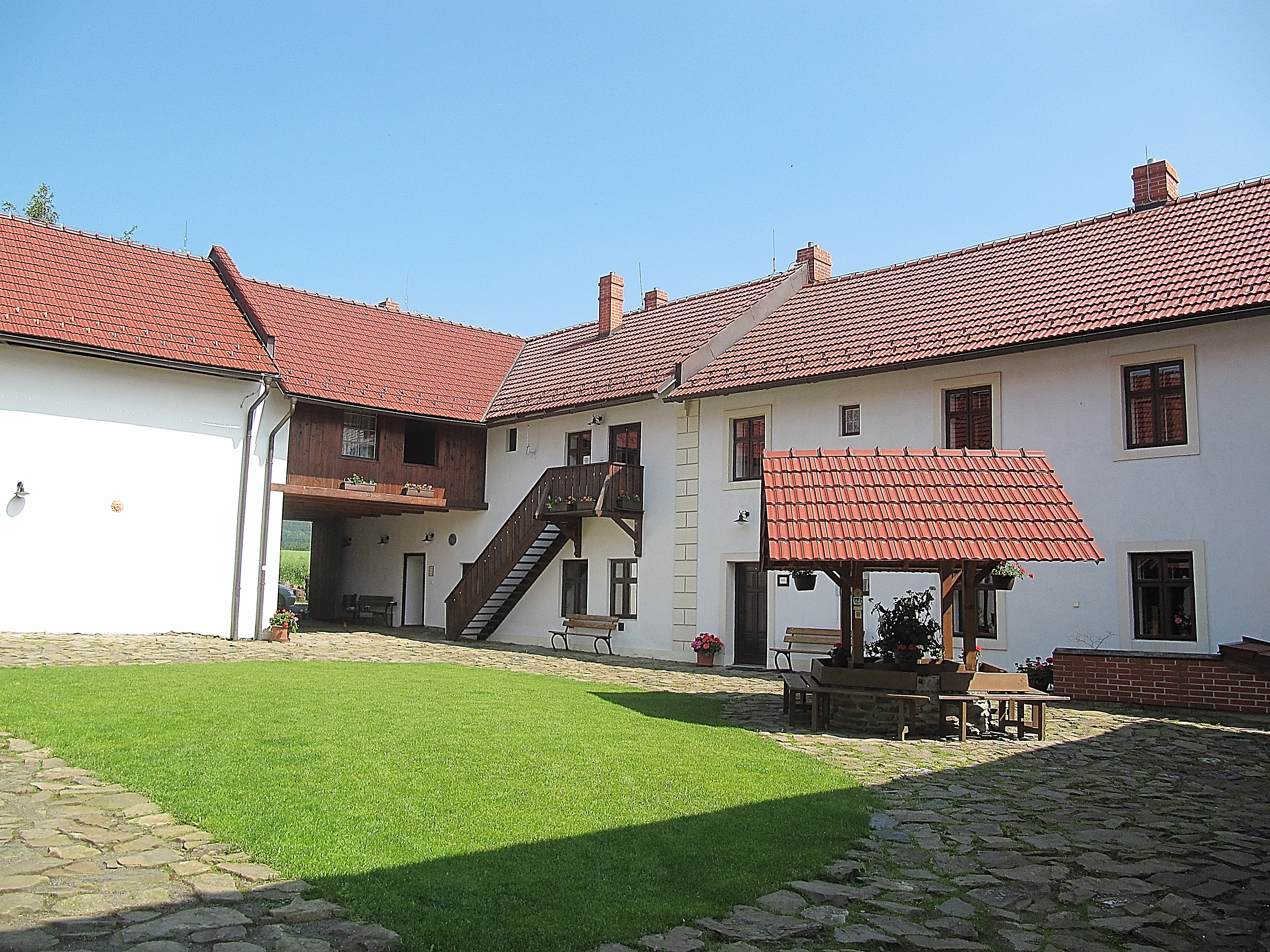
Рідна домівка у Гинчице
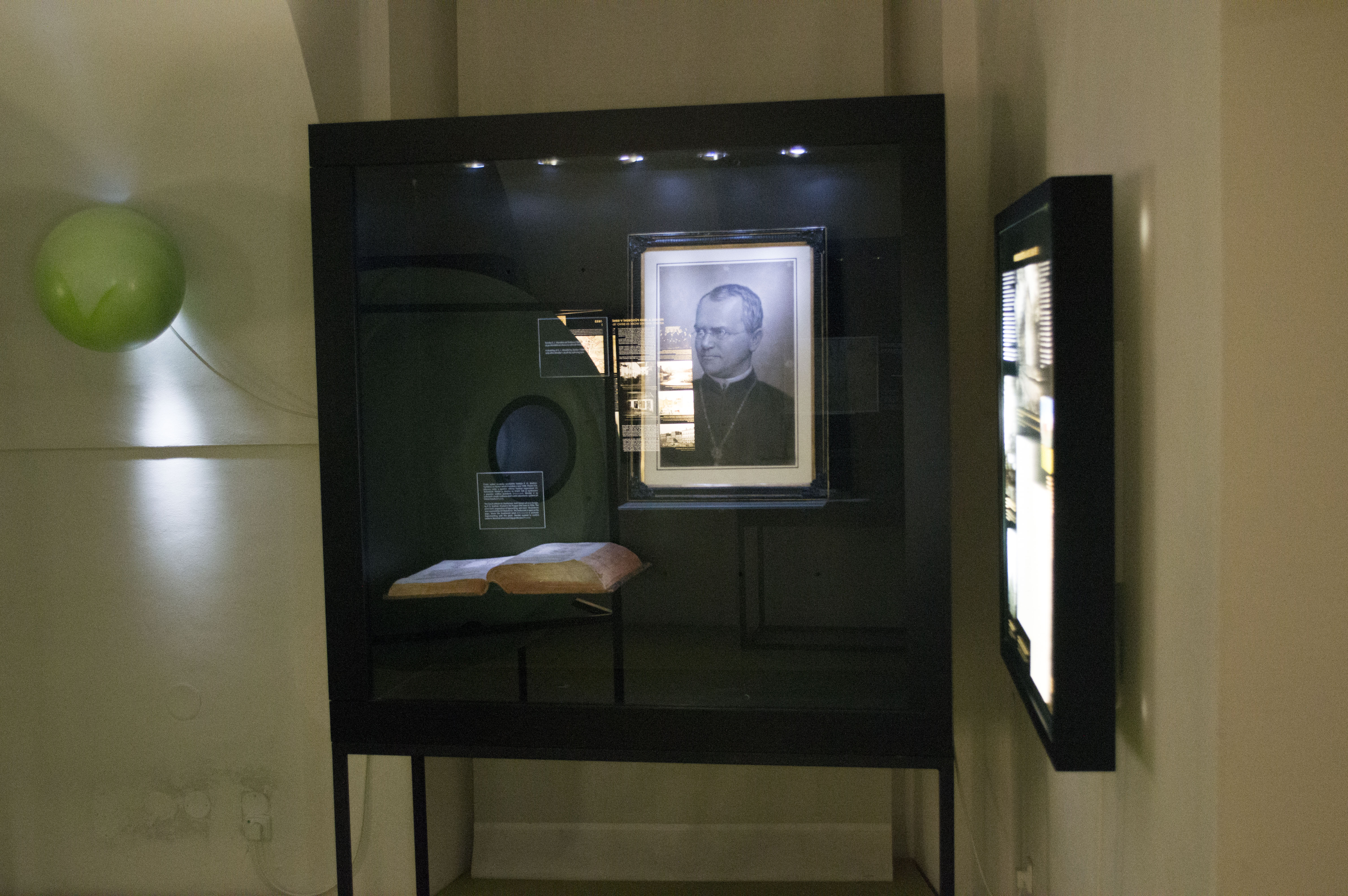
У музеї Менделя Університету Масарика
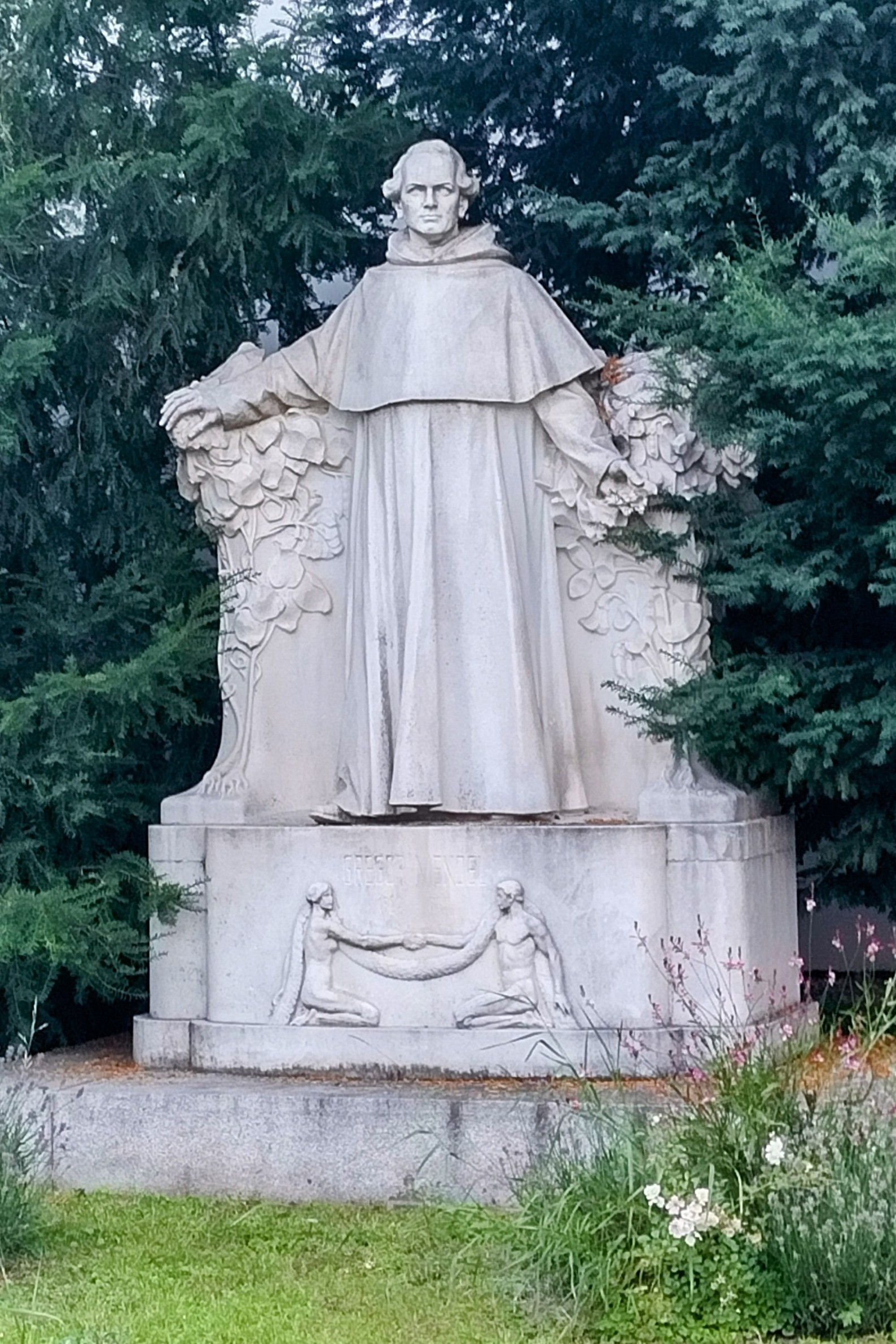
Пам'ятник у Брно
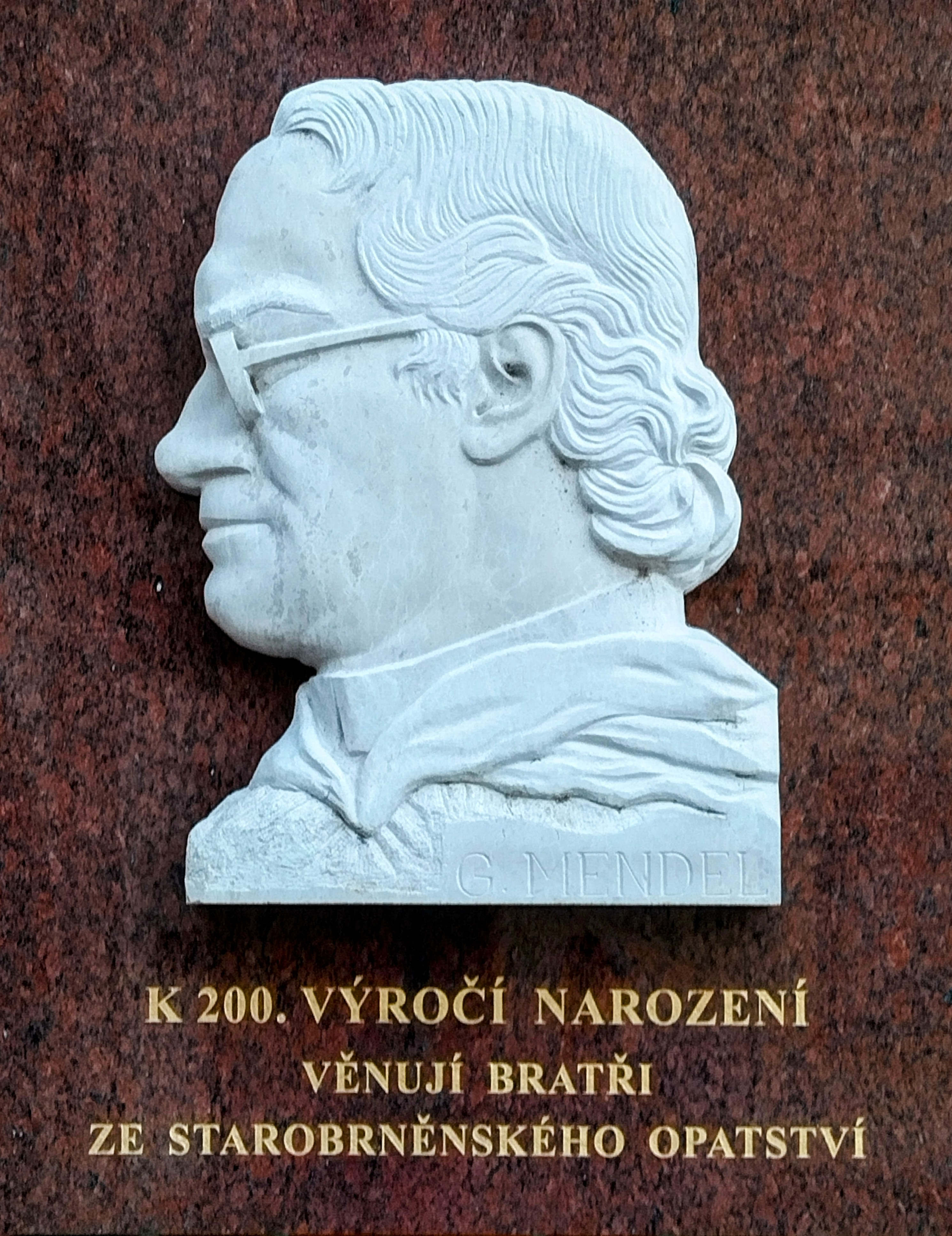
Меморіальна дошка до 200-річчя з дня народження, Брно